# FIBA EuroChallenge 2012-13
El FIBA EuroChallenge 2012-13 fue la décima edición de la FIBA EuroChallenge, el tercer nivel de competiciones europeas de baloncesto, la quinta con esta denominación, tras haber sido conocida anteriormente como FIBA Europe League y FIBA EuroCup. El campeón fue el Krasnye Krylya Samara ruso. La final four se disputó en Esmirna, Turquía.

## Equipos
32 equipos participaron en la temporada regular del EuroChallenge:
- Un total de 28 equipos clasificados directamente.
- Otros 4 equipos ganaron su puesto en una ronda calificatoria.

| Clasificados           | Clasificados | Clasificados                      | Clasificados                      | Clasificados                      | Clasificados                      |
| País (Liga)            | N.º equipos  | Equipos (puesto en liga nacional) | Equipos (puesto en liga nacional) | Equipos (puesto en liga nacional) | Equipos (puesto en liga nacional) |
| ---------------------- | ------------ | --------------------------------- | --------------------------------- | --------------------------------- | --------------------------------- |
| Francia (LNB)          | 4            | BCM Gravelines (5)                | SLUC Nancy (6)                    | Paris-Levallois (7)               | JDA Dijon (9)                     |
| Rumania (Divizia A)    | 4            | Asesoft Ploiești (1)              | BC Timișoara (2)                  | CS Gaz Metan Mediaş (3)           | BCMU Pitești (9)                  |
| Bélgica (BLB)          | 3            | Port of Antwerp Giants (3)        | Belfius Mons-Hainaut (4)          | Okapi Aalstar (5)                 |                                   |
| Chipre (Division 1)    | 3            | Michelin ETHA (1)                 | Keravnos Strovolou (2)            | Pizza Express Apollon (3)         |                                   |
| Finlandia (Korisliiga) | 2            | Joensuun Kataja (2)               | Tampereen Pyrintö (4)             |                                   |                                   |
| Alemania (BBL)         | 2            | Telekom Baskets (8)               | EWE Baskets Oldenburg (10)        |                                   |                                   |
| Hungría (NBI/A)        | 2            | Szolnoki Olaj KK (1)              | Lami-Véd Körmend (4)              |                                   |                                   |
| Suecia (Basketligan)   | 2            | Norrköping Dolphins (1)           | Södertälje Kings (2)              |                                   |                                   |
| Turquía (TBL)          | 2            | Pınar Karşıyaka (6)               | Tofaş Bursa (8)                   |                                   |                                   |
| Bielorrusia (BPL)      | 1            | Tsmoki-Minsk (1)                  |                                   |                                   |                                   |
| Estonia (KML)          | 1            | University of Tartu (2)           |                                   |                                   |                                   |
| Georgia (Super Liga)   | 1            | BC Armia (1)                      |                                   |                                   |                                   |
| Israel (BSL)           | 1            | Hapoel Holon (4)                  |                                   |                                   |                                   |
| Letonia (LBL)          | 1            | BK Ventspils (2)                  |                                   |                                   |                                   |
| Rusia (PBL)            | 1            | Krasnye Krylia Samara (8)         |                                   |                                   |                                   |
| Eslovenia (SKL)        | 1            | Krka Novo Mesto (1)               |                                   |                                   |                                   |
| Ucrania (SuperLeague)  | 1            | Khimik Yuzhny (5)                 |                                   |                                   |                                   |

### Ronda de calificación del EuroChallenge
Los ganadores se unieron a la fase final del EuroChallenge
| Equipo 1              | Resultado | Equipo 2                  | Partido 1 | Partido 2 |
| --------------------- | --------- | ------------------------- | --------- | --------- |
| Aliağa Petkim         | 134–159   | Joensuun Kataja           | 70–82     | 64–77     |
| Pizza Express Apollon | 174–160   | Xion Dukes Klosterneuburg | 78–70     | 96–90     |
| Ural Ekaterinburg     | 161–164   | Gaz Metan Mediaș          | 69–67     | 92–97     |
| Tofaş Bursa           | 185–152   | Rakvere Tarvas            | 106–76    | 79–76     |

## Temporada regular
|  | Dos primeros puestos acceden al Last 16 |

### Grupo A
|    | Equipo          | PJ | G | P | PF  | PC  | Dif  | Pts |
| -- | --------------- | -- | - | - | --- | --- | ---- | --- |
| 1. | Pınar Karşıyaka | 6  | 5 | 1 | 486 | 375 | +111 | 11  |
| 2. | Tofaş Bursa     | 6  | 4 | 2 | 438 | 402 | +36  | 10  |
| 3. | Krka Novo Mesto | 6  | 3 | 3 | 459 | 439 | +20  | 9   |
| 4. | Michelin ETHA   | 6  | 0 | 6 | 363 | 530 | –167 | 6   |

|                 | KRK   | ETH    | KSK   | TOF   |
| Krka Novo Mesto |       | 100–73 | 80–74 | 70–72 |
| Michelin ETHA   | 59–74 |        | 59–86 | 57–78 |
| Pınar Karşıyaka | 79–56 | 105–61 |       | 78–56 |
| Tofaş Bursa     | 82–79 | 87–54  | 63–64 |       |

### Grupo B
|    | Equipo                | PJ | G | P | PF  | PC  | Dif | Pts |
| -- | --------------------- | -- | - | - | --- | --- | --- | --- |
| 1. | Krasnye Krylia Samara | 6  | 6 | 0 | 499 | 417 | +82 | 12  |
| 2. | Joensuun Kataja       | 6  | 3 | 3 | 453 | 434 | +19 | 9   |
| 3. | Keravnos Strovolou    | 6  | 2 | 4 | 438 | 465 | –27 | 8   |
| 4. | Asesoft Ploiești      | 6  | 1 | 5 | 448 | 522 | –74 | 7   |

|                       | ASE   | KAT   | KER   | KRA   |
| Asesoft Ploiești      |       | 67–80 | 90–87 | 76–79 |
| Joensuun Kataja       | 91–67 |       | 71–66 | 86–96 |
| Keravnos Strovolou    | 88–76 | 72–67 |       | 51–82 |
| Krasnye Krylia Samara | 97–72 | 66–58 | 79–74 |       |

### Grupo C
|    | Equipo              | PJ | G | P | PF  | PC  | Dif | Pts |
| -- | ------------------- | -- | - | - | --- | --- | --- | --- |
| 1. | BK Ventspils        | 6  | 6 | 0 | 481 | 388 | +93 | 12  |
| 2. | Norrköping Dolphins | 6  | 2 | 4 | 409 | 427 | –18 | 8   |
| 3. | Södertälje Kings    | 6  | 2 | 4 | 404 | 439 | –35 | 8   |
| 4. | Tampereen Pyrintö   | 6  | 2 | 4 | 431 | 471 | –40 | 8   |

|                     | VEN   | NOR   | SÖD   | PYR   |
| BK Ventspils        |       | 72–68 | 90–56 | 79–59 |
| Norrköping Dolphins | 51–69 |       | 64–62 | 84–73 |
| Södertälje Kings    | 80–82 | 67–62 |       | 74–68 |
| Tampereen Pyrintö   | 74–89 | 84–80 | 73–65 |       |

### Grupo D
|    | Equipo                | PJ | G | P | PF  | PC  | Dif | Pts |
| -- | --------------------- | -- | - | - | --- | --- | --- | --- |
| 1. | BC Khimik Yuzhny      | 6  | 4 | 2 | 484 | 471 | +13 | 10  |
| 2. | Gaz Metan Mediaș      | 6  | 4 | 2 | 476 | 473 | +3  | 10  |
| 3. | JDA Dijon Basket      | 6  | 2 | 4 | 464 | 461 | +3  | 8   |
| 4. | Tartu University Rock | 6  | 2 | 4 | 431 | 450 | –19 | 8   |

|                       | MED   | JDA   | KHI   | TAR   |
| Gaz Metan Mediaș      |       | 92–89 | 88–86 | 81–58 |
| JDA Dijon Basket      | 83–79 |       | 73–76 | 83–61 |
| BC Khimik Yuzhny      | 89–66 | 79–74 |       | 77–76 |
| Tartu University Rock | 68–70 | 74–62 | 94–77 |       |

### Grupo E
|    | Equipo               | PJ | G | P | PF  | PC  | Dif | Pts |
| -- | -------------------- | -- | - | - | --- | --- | --- | --- |
| 1. | Paris-Levallois      | 6  | 4 | 2 | 516 | 486 | +30 | 10  |
| 2. | Okapi Aalstar        | 6  | 4 | 2 | 523 | 485 | +38 | 10  |
| 3. | Belfius Mons-Hainaut | 6  | 3 | 3 | 506 | 491 | +15 | 9   |
| 4. | BCM U Pitești        | 6  | 1 | 5 | 438 | 521 | –83 | 7   |

|                      | PIT   | MON   | OKA   | PAR   |
| BCM U Pitești        |       | 73–78 | 89–77 | 75–91 |
| Belfius Mons-Hainaut | 92–63 |       | 77–84 | 89–90 |
| Okapi Aalstar        | 99–68 | 97–84 |       | 76–86 |
| Paris-Levallois      | 84–70 | 84–86 | 81–90 |       |

### Grupo F
|    | Equipo                | PJ | G | P | PF  | PC  | Dif  | Pts |
| -- | --------------------- | -- | - | - | --- | --- | ---- | --- |
| 1. | EWE Baskets Oldenburg | 6  | 6 | 0 | 517 | 401 | +116 | 12  |
| 2. | Szolnoki Olaj KK      | 6  | 3 | 3 | 486 | 509 | –23  | 9   |
| 3. | Lami-Véd Körmend      | 6  | 2 | 4 | 479 | 525 | –46  | 8   |
| 4. | BC Timișoara          | 6  | 1 | 5 | 445 | 492 | –47  | 7   |

|                       | TIM   | EWE   | KÖR   | SZO   |
| BC Timișoara          |       | 66–76 | 75–65 | 80–93 |
| EWE Baskets Oldenburg | 84–67 |       | 95–64 | 87–70 |
| Lami-Véd Körmend      | 97–86 | 67–90 |       | 92–96 |
| Szolnoki Olaj KK      | 77–71 | 67–85 | 83–94 |       |

### Grupo G
|    | Equipo                | PJ | G | P | PF  | PC  | Dif | Pts |
| -- | --------------------- | -- | - | - | --- | --- | --- | --- |
| 1. | BCM Gravelines        | 6  | 4 | 2 | 504 | 422 | +82 | 10  |
| 2. | Tsmoki-Minsk          | 6  | 4 | 2 | 445 | 441 | +4  | 10  |
| 3. | SLUC Nancy            | 6  | 3 | 3 | 435 | 424 | +11 | 9   |
| 4. | Pizza Express Apollon | 6  | 1 | 5 | 421 | 518 | –97 | 7   |

|                       | GRA   | APO   | NAN   | MIN   |
| BCM Gravelines        |       | 88–64 | 69–71 | 96–63 |
| Pizza Express Apollon | 89–88 |       | 65–81 | 72–81 |
| SLUC Nancy            | 68–80 | 87–69 |       | 57–63 |
| Tsmoki-Minsk          | 67–83 | 93–62 | 78–71 |       |

### Grupo H
|    | Equipo                 | PJ | G | P | PF  | PC  | Dif | Pts |
| -- | ---------------------- | -- | - | - | --- | --- | --- | --- |
| 1. | Telekom Baskets        | 6  | 4 | 2 | 491 | 455 | +36 | 10  |
| 2. | Hapoel Unet Holon      | 6  | 4 | 2 | 478 | 453 | +25 | 10  |
| 3. | Port of Antwerp Giants | 6  | 4 | 2 | 478 | 446 | +32 | 10  |
| 4. | BC Armia               | 6  | 0 | 6 | 414 | 507 | –93 | 6   |

|                        | ARM   | HOL   | ANT   | TEL    |
| BC Armia               |       | 72–79 | 71–80 | 77–102 |
| Hapoel Unet Holon      | 84–69 |       | 88–64 | 75–70  |
| Port of Antwerp Giants | 87–54 | 93–74 |       | 72–81  |
| Telekom Baskets        | 75–71 | 85–78 |       | 78–82  |

## Last 16
|  | Ventaja de pista en cuartos de final |
|  | Clasificado para cuartos de final    |

### Grupo I
|    | Equipo           | PJ | G | P | PF  | PC  | Dif | Pts |
| -- | ---------------- | -- | - | - | --- | --- | --- | --- |
| 1. | Pınar Karşıyaka  | 6  | 4 | 2 | 496 | 449 | +47 | 10  |
| 2. | Joensuun Kataja  | 6  | 3 | 3 | 459 | 480 | –21 | 9   |
| 3. | Gaz Metan Mediaș | 6  | 3 | 3 | 426 | 473 | –47 | 9   |
| 4. | BK Ventspils     | 6  | 2 | 4 | 463 | 442 | +21 | 8   |

|                  | VEN   | MED   | KAT   | KSK   |
| BK Ventspils     |       | 96–64 | 75–61 | 81–86 |
| Gaz Metan Mediaș | 67–58 |       | 84–82 | 77–69 |
| Joensuun Kataja  | 80–78 | 79–75 |       | 87–79 |
| Pınar Karşıyaka  | 84–75 | 89–59 | 89–70 |       |

### Grupo J
|    | Equipo            | PJ | G | P | PF  | PC  | Dif | Pts |
| -- | ----------------- | -- | - | - | --- | --- | --- | --- |
| 1. | BCM Gravelines    | 6  | 5 | 1 | 493 | 475 | +18 | 11  |
| 2. | Paris-Levallois   | 6  | 4 | 2 | 520 | 464 | +56 | 10  |
| 3. | Szolnoki Olaj KK  | 6  | 3 | 3 | 456 | 464 | –8  | 9   |
| 4. | Hapoel Unet Holon | 6  | 0 | 6 | 447 | 513 | –66 | 6   |

|                   | GRA   | HAP   | PAR    | SZO   |
| BCM Gravelines    |       | 86–80 | 82–77  | 82–78 |
| Hapoel Unet Holon | 79–85 |       | 84–101 | 72–77 |
| Paris-Levallois   | 86–87 | 83–66 |        | 93–71 |
| Szolnoki Olaj KK  | 75–71 | 81–66 | 74–80  |       |

### Grupo K
|    | Equipo                | PJ | G | P | PF  | PC  | Dif | Pts |
| -- | --------------------- | -- | - | - | --- | --- | --- | --- |
| 1. | Krasnye Krylia Samara | 6  | 6 | 0 | 503 | 415 | +88 | 12  |
| 2. | BC Khimik Yuzhny      | 6  | 3 | 3 | 458 | 435 | +23 | 9   |
| 3. | Tofaş Bursa           | 6  | 2 | 4 | 448 | 477 | –29 | 8   |
| 4. | Norrköping Dolphins   | 6  | 1 | 5 | 424 | 506 | –82 | 7   |

|                       | KHI   | KRA   | NOR   | TOF   |
| BC Khimik Yuzhny      |       | 69–77 | 81–51 | 69–62 |
| Krasnye Krylia Samara | 76–68 |       | 93–75 | 86–65 |
| Norrköping Dolphins   | 76–81 | 68–93 |       | 84–82 |
| Tofaş Bursa           | 93–90 | 70–78 | 76–70 |       |

### Grupo L
|    | Equipo                | PJ | G | P | PF  | PC  | Dif | Pts |
| -- | --------------------- | -- | - | - | --- | --- | --- | --- |
| 1. | EWE Baskets Oldenburg | 6  | 5 | 1 | 501 | 441 | +60 | 11  |
| 2. | Telekom Baskets       | 6  | 4 | 2 | 463 | 448 | +15 | 10  |
| 3. | Okapi Aalstar         | 6  | 2 | 4 | 477 | 498 | –21 | 8   |
| 4. | Tsmoki-Minsk          | 6  | 1 | 5 | 439 | 493 | –54 | 7   |

|                       | EWE    | OKA   | TEL   | MIN    |
| EWE Baskets Oldenburg |        | 82–74 | 88–92 | 74–64  |
| Okapi Aalstar         | 80–103 |       | 60–65 | 100–76 |
| Telekom Baskets       | 62–85  | 85–72 |       | 86–72  |
| Tsmoki-Minsk          | 66–72  | 87–91 | 74–70 |        |

### Cuartos de final
| Equipo 1              | Resultado | Equipo 2         | Partido 1 | Partido 2 | Partido 3 |
| --------------------- | --------- | ---------------- | --------- | --------- | --------- |
| Pınar Karşıyaka       | 2–1       | Paris-Levallois  | 74–76     | 72–66     | 85–69     |
| BCM Gravelines        | 2–0       | Joensuun Kataja  | 86–57     | 102–98    |           |
| Krasnye Krylia Samara | 2–0       | Telekom Baskets  | 80–60     | 95–85     |           |
| EWE Baskets Oldenburg | 2–1       | BC Khimik Yuzhny | 82–74     | 61–66     | 100–78    |

### Final Four
La Final Four se celebró en el Karşıyaka Arena de Esmirna, Turquía.
|  | Semifinales        | Semifinales        |                |                 | Final               | Final               |  |
|  | 26 de abil de 2013 | 26 de abil de 2013 |                |                 | 28 de abril de 2013 | 28 de abril de 2013 |  |
|  |                    |                    |                |                 |                     |                     |  |
|  |                    |                    |                |                 |                     |                     |  |
|  | Pınar Karşıyaka    | 66                 |                |                 |                     |                     |  |
|  | Pınar Karşıyaka    | 66                 |                |                 |                     |                     |  |
|  | EWE Baskets        | 62                 |                |                 |                     |                     |  |
|  | EWE Baskets        | 62                 |                | Pınar Karşıyaka | 76                  |                     |  |
|  |                    |                    |                | Pınar Karşıyaka | 76                  |                     |  |
|  |                    |                    | Krasnye Krylia | 77              |                     |                     |  |
|  | BCM Gravelines     | 78                 | Krasnye Krylia | 77              |                     |                     |  |
|  | BCM Gravelines     | 78                 |                |                 |                     |                     |  |
|  | Krasnye Krylia     | 81                 |                |                 | 3er y 4º puesto     | 3er y 4º puesto     |  |
|  | Krasnye Krylia     | 81                 |                |                 | 3er y 4º puesto     | 3er y 4º puesto     |  |
|  |                    |                    |                |                 |                     |                     |  |
|  |                    |                    |                |                 | EWE Baskets         | 84                  |  |
|  |                    |                    |                |                 | EWE Baskets         | 84                  |  |
|  |                    |                    |                |                 | BCM Gravelines      | 76                  |  |
|  |                    |                    |                |                 | BCM Gravelines      | 76                  |  |
|  |                    |                    |                |                 |                     |                     |  |

### Semifinales
| 26 de abril de 2013 | BCM Gravelines | 78–81   | Krasnye Krylia Samara | |  |
| 17:30 (EET)         |                |         |                       | |  |
|                     |                | Reporte |                       | Pabellón: Karşıyaka Arena, Izmir Asistencia: 2,550 espectadores Árbitros: Sreten Radovic (CRO), Neil Wilkinson (ENG), Markos Michaelides (SUI) |  |

| 26 de abril de 2013 | Pınar Karşıyaka | 66–62   | EWE Baskets Oldenburg | |  |
| 20:00 (EET)         |                 |         |                       | |  |
|                     |                 | Reporte |                       | Pabellón: Karşıyaka Arena, Izmir Asistencia: 5,000 espectadores Árbitros: Milivoje Jovcic (SRB), Benjamin Jimenez Trujillo (ESP), Saverio Lanzarini (ITA) |  |

### Tercer y cuarto puesto
| 28 de abril de 2013 | EWE Baskets Oldenburg | 84–76   | BCM Gravelines | |  |
| 16:30 (EET)         |                       |         |                | |  |
|                     |                       | Reporte |                | Pabellón: Karşıyaka Arena, Izmir Asistencia: 5,000 espectadores Árbitros: Sreten Radovic (CRO), Neil Wilkinson (ENG), Milos Koljensic (MNE) |  |

### Final
| 28 de abril de 2013 | Pınar Karşıyaka | 76–77   | Krasnye Krylia Samara | |  |
| 19:00 (EET)         |                 |         |                       | |  |
|                     |                 | Reporte |                       | Pabellón: Karşıyaka Arena, Izmir Asistencia: 5,000 espectadores Árbitros: Milivoje Jovcic (SRB), Benjamin Jimenez Trujillo (ESP), Saverio Lanzarini (ITA) |  |